# Metopobactrus ascitus
Metopobactrus ascitus är en spindelart som först beskrevs av Kulczynski 1894.  Metopobactrus ascitus ingår i släktet Metopobactrus och familjen täckvävarspindlar. Inga underarter finns listade i Catalogue of Life.